# Premiér (seriál)
Premiér je český sitcomový televizní seriál premiérové vysílaný v roce 2019 na TV Barrandov. Seriál pojednává o úřadu vlády a titulní roli nově zvoleného českého premiéra Pavla Diviše ztvárnil sám vlastník a ředitel televize Jaromír Soukup, který v době premiéry seriálu uváděl a moderoval devět dalších pořadů Barrandova. První díl byl premiérově odvysílán 9. října 2019. Celkem vzniklo devět epizod, poslední z nich byla uvedena 22. října 2019. Běžná stopáž dílu činila 20 minut, tvůrci pořadu ani jednotliví herci nebyli v titulcích seriálu uvedeni.

## Příběh
Pavel Diviš je jako vítěz voleb jmenován prezidentem Milošem Zemanem novým českým předsedou vlády. Jako premiér pak musí řešit každodenní problémy vlády.

## Obsazení
| Jaromír Soukup       | Pavel Diviš, předseda vlády          |
| Šárka Sedláková      | Marcela Nováková, tajemnice premiéra |
| Čestmír Řanda mladší | Ivan, premiérův řidič a bodyguard    |

## Přijetí
Následující den po odvysílání prvního dílu získal seriál na žebříčku fanouškovské Česko-Slovenské filmové databáze pozici 
nejhoršího seriálu všech dob s hodnocením 2 %.
Dle filmové a televizní kritičky Mirky Spáčilové z MF DNES „Jaromír Soukup nehraje, protože to neumí, sitcom čili situační komedie to není, jelikož neobsahuje ani situace, ani komiku, a neparoduje politiky, nýbrž bezděčně úkaz jménem Soukup.“
Jaroslav Totoušek z Lidovek.cz v prvních dojmech uvedl: „Premiér působí jako one man show složená z na sebe nenavazujících skečů. Jistý záměr vtipnosti je ze seriálu cítit, ale všechny hlášky a situace vyznívají na prázdno. […] Bizární na Premiérovi je také podivně roztřesená kamera s ještě podivuhodnější absencí citu pro detail. […] Nejlepší by bylo zapomenout a předstírat, že se to všechno vůbec nestalo.“
Podle Petra Bittnera z Deníku Referendum „TV Barrandov přinesla bezpochyby zcela nový rozměr televizní nekvality. A Jaromír Soukup je sám o sobě mimořádný televizní antitalent. […] Jaromír Soukup nás zkrátka drží v emocionálním šachu: je moc nešťastný na to, aby se mu šlo smát, a moc špatný na to, aby na něj šlo útočit.“
Michal Zlatkovský z iROZHLASu po odvysílání prvních sedmi dílů uvedl, že se Soukup se seriálem „odvažuje tam, kam se člověk dosud nevydal“. Připomněl, že Soukup v trojjediné úloze hlavního protagonisty, showrunnera i sponzora svého pořadu je nezastavitelný a nikdo mu nemůže zabránit v tom, aby „neohroženě hledal limity televizní tvorby“. Podle Zlatkovského „herci, jejichž jediná předešlá zkušenost s televizní kamerou je zřejmě komparz v Soudkyni Barbaře“, jsou „bezelstně upřímní“ ve svém amatérském zápalu, sám Soukup je pak „i v porovnání se zbytkem osazenstva naprostý antiherec“. S amatérskou produkcí a „estetikou béčkového porna“ však tvůrci i záměrně pracují. Zlatkovský shrnul, že seriál „překračuje žánrové hranice způsobem, na jaký si netroufne ani většina zahraniční produkce. […] Zároveň zvládá to samé i s hranicemi vkusu.“